# .ca
.ca — национальный домен верхнего уровня для Канады.

## Домены второго уровня
- .ab.ca — Альберта
- .bc.ca — Британская Колумбия
- .mb.ca — Манитоба
- .nb.ca — Нью-Брансуик
- .nf.ca — (заменено .nl.ca)
- .nl.ca — Ньюфаундленд и Лабрадор
- .ns.ca — Новая Шотландия
- .nt.ca — Северо-Западные территории
- .nu.ca — Нунавут
- .on.ca — Онтарио
- .pe.ca — Остров Принца Эдуарда
- .qc.ca — Квебек
- .sk.ca — Саскачеван
- .yk.ca — Юкон
- .mil.ca Министерство обороны Канады (DND). Используется в интранете Министерства в сетях Defence Information Network (DIN) или Defence Wide Area Network (DWAN).